# Dolby
Dolby este denumirea unui laborator britanic specializat în studierea sunetului. Este creat de inginerul britanic Ray Dolby în anul 1965. Dolby este particularitatea cunoscută pentru sistemele de ameliorare a raportului semnal / zgomot și pentru redarea sunetului într -un mediu (în aer liber sau sală ).
In cinematografie se folosește pentru redarea stereofonică a sunetului în sala de cinematograf, după o înregistrare fonografică pe peliculă. Se realizează cu ajutorul unor procesoare Dolby.